# Rho Fieramilano (Metro de Milán)
Rho Fieramilano es una estación de la línea M1 de la metro de Milán.

## Historia
La estación estuvo activada el 14 de septiembre de 2005, y de entonces funge de un de los capolinea occidentales de la línea. Antes de entonces la trata había sido activada provisionalmente del 30 marzo al 2 abril, en ocasión de las elecciones administrativas. Inicialmente llamada Rho#-Orgullosa, la estación ha estado a continuación ribattezzata Rho - Fiera Milán, y finalmente Rho Fieramilano para marcar la diferencia con el polo fieristico urbano denominado Fieramilanocity, cuyo nombre está integrado en cambio en el nombre de la estación Lotto Fieramilanocity.
Del 9 junio al 13 de julio de 2014 la estación de Rho Fieramilano, junto con aquella estaciónde Pero, ha sido cerrada para trabajos de modernización para el acontecimiento EXPO Milán 2015. El capolinea temporal ha sido Molino Dorino.

## intercambios
Más allá de que de los servicios ferroviari afferenti a la estación ferroviaria de Rho Fiera, Rho Fiera está hacer falta por las autolinee urbanas y interurbane ATM.